# Молоди (Московская область)
Мо́лоди — село в Чеховском районе Московской области, относится к сельскому поселению Любучанское. До 2004 года — центр Молодинского сельского округа.
Расположено на берегу реки Рожайки, на старом Симферопольском шоссе, западнее современной трассы М2 («Крым»).
Постановлением Московской областной Думы от 28 апреля 2016 года селу присвоено почётное звание Московской области «Населённый пункт воинской доблести».

## Население
| 2002 | 2006 | 2010 |
| ---- | ---- | ---- |
| 1010 | ↘860 | ↘676 |

## История
Село Молоди широко известно с первой половины XVII в. В 1646 г. его приобрёл П. Ф. Соковнин. Путём выгодных брачных союзов Соковнины занимают высокие посты при дворе царя Алексея Михайловича.
В 1699 году Пётр I, вскоре после казни А. П. Соковнина и последующей смерти в Молодях его жены Татьяны Степановны, жалует эту вотчину своему сподвижнику Фёдору Головину. При нём в Молодях разворачивается каменное строительство в соответствии с тогдашними представлениями о загородной резиденции знатного вельможи (каменный дом со службами, церковь, парк с регулярной планировкой и всевозможными затеями: павильонами, беседками, гротами). После смерти графа усадьба передавалась из поколения в поколение по родственной линии ещё почти 80 лет.
В 1736—1786 гг. имением владеют Салтыковы. Алексей Иванович Салтыков (брат первого князя Салтыкова), тамбовский наместник, и его жена Екатерина Борисовна (урождённая княжна Голицына) в 1775-78 гг. полностью обновили весь архитектурный ансамбль усадьбы: господский дом, службы, церковь, родовую усыпальницу.
После смерти бездетного Салтыкова имение в 1786 году перешло к Сергею Домашневу и его брату Ивану. Тогда к храму типа «восьмерик на четверике» пристраиваются приделы и парные колокольни (классицизм). Стоит отметить своеобразные пирамидальные завершения церкви, отвечающие скорее западным архитектурным тенденциям, чем российским.
В начале XIX в. усадьба Молоди принадлежала Марфе Яковлевне Кротковой, которая очень много жертвовала на храмы и монастыри, а в середине XIX в. селом владела А. Д. Бестужева.
Последним владельцем был А. И. Бородин. В 1913—1916 гг. в его запущенной усадьбе семья художника Л. О. Пастернака снимала дачу. Описание усадьбы можно найти в очерке его сына, Бориса Пастернака, «Люди и положения».
В советское время в здании главного дома усадьбы располагается школа. К главному дому пристраивают несуразную пристройку. Впоследствии здание забросили, продолжается его разрушение.

### Битва при Молодях в 1572 году
В 1572 году у села Молоди произошла знаменательная битва при Молодях, ставшая поворотной точкой в противостоянии Русского государства и самого западного осколка Золотой Орды, вассала Османской империи — Крымского ханства.
В 1572 русские войска под командованием князя М. И. Воротынского разгромили войско крымских татар и турок. Воспользовавшись отвлечением сил России в Прибалтику, Крымское ханство при поддержке османского султана усилило свою агрессию с юга. В 1572 Крым организовал поход на Москву; 120-тыс. армию возглавил лично хан Девлет-Гирей I.
Битва началась 29 июля недалеко от впадения реки Лопасни в Оку. Несмотря на то что русских было всего чуть более 20 тыс., Воротынский, умело маневрируя, в ряде отдельных сражений разбил войско Девлет-Гирея, завершив его разгром 3 августа внезапным ударом своего резерва в тыл татарско-турецкой армии.

## Достопримечательности

### Усадьба Молоди
Сохранившийся двухэтажный усадебный дом (вернее его наружные стены) стоит в одной линии застройки с храмом и обращён главным фасадом к дороге. Его украшают фронтоны и треугольные сандрики над окнами. Здание заброшено, кровля и перекрытия обрушены.

### Храм Воскресения Христова
Храм Воскресения Христова — кирпичная церковь типа «восьмерик на четверике», сооруженная в 1703—1706 годах на средства Ф. А. Головина. Она несколько раз перестраивалась владельцами. Этап самого активного строительства пришёлся на 1775—1785 годы, когда новый владелец усадьбы, директор Академии наук Сергей Домашнев лишился своего поста и вплотную занялся усадьбой. При нём был пристроен приусадебный двухэтажный дом, разбит парк с аллеями-лучами. В 1786 году перестроена на средства Домашневых, пристроены трапезная и две парные колокольни, отмечающие главный вход, увенчанные фигурными главками, приделы в трапезной Петропавловский и Стефана Сурожского. После перестройки грани восьмерика стали украшены каннелированными пилястрами и небольшими овальными нишами над окнами. Порталы северного и южного фасадов основания получили высокие фронтоны и четырёхколонные тосканские портики, значительно выступающие за плоскость фронтонов. Таким же портиком украсилась и новая трапезная. В 1961 года закрыта и осквернена: в ней разместили кинотеатр; вся церковная утварь была расхищена. Возвращена Русской православной церкви в 1991 году, до 2012 года непрерывно настоятелем храма был протоиерей Константин Лебедев.

### Пейзажный парк
Пейзажный парк XVIII века с остатками лучевых аллей и многочисленными прудами в трёх уровнях довольно обширен и живописен, часть парка застроена дачами.

### Прочие монументы и мемориалы
В 2002 году в селе установлен закладной камень в память победы в битве при Молодях в 1572 году.